# Beamerulus beameri
Beamerulus beameri är en insektsart som beskrevs av Young 1957. Beamerulus beameri ingår i släktet Beamerulus och familjen dvärgstritar. Inga underarter finns listade i Catalogue of Life.